# إليك نيل
إليك نيل (بالإنجليزية: Alec Neill)‏ هو سياسي نيوزلندي، ولد في 22 يوليو 1950 في دنيدن في نيوزيلندا. انتخب عضو مجلس النواب النيوزيلندي.